# 單篇
單篇（日語：読み切り、読切），是指漫畫或小說等文學刊行一次就完結的非連載作品。此形式可追溯於19世紀初期出版的報紙，或是現代單次出版的漫画书，部分會以或選集方式發表。
日文類似中文語法的「觀止」，原義「讀完」，引申為一次刊登完畢的形式。

## 漫畫方面
- 雖是單發作品性質，但有些會改編或沿用設定，成為新的連載作品，例如《家庭教師HITMAN REBORN!》、《SKET DANCE》等。
- 也有像《只有神知道的世界》一樣更改標題（→），或《楚楚可憐超能少女組》再經短期連載後成為正式連載的作品。
- 承上，即單篇形式可用來試探讀者反應，提供日後是否連載的參考。